# روجي بانجون
روجي بانجون (بالفرنسية: Roger Pingeon)‏ (مواليد 28 أغسطس 1940 في هوتفيل-لومني، أين - 19 مارس 2017)، هو دراج فرنسي سابق في صنف سباق الدراجات على الطريق.

## سباقات أو مراحل فاز بها
- طواف فرنسا
- طواف إسبانيا

## روابط خارجية
- روجي بانجون على موقع أرشيف الدراجات (الإنجليزية)
- روجي بانجون على موقع إحصائيات الدراجات الإحترافية (الإنجليزية)
- روجي بانجون على موقع CycleBase (الإنجليزية)

Roger Pingeon